# شهرستان کامبرلند، نوا اسکوشیا
شهرستان کامبرلند، نوا اسکوشیا (به انگلیسی: Cumberland County, Nova Scotia) یک سکونتگاه مسکونی در کانادا است که در نوا اسکوشیا واقع شده‌است.

## خصوصیات
شهرستان کامبرلند، نوا اسکوشیا ۳۱٬۳۵۳ نفر جمعیت دارد.